# Ламотригін
Ламотригін (також ламотриджин, англ. Lamotrigine, лат. Lamotriginum) — синтетичний лікарський препарат, який є похідним фенілтріазину, та належить до протисудомних препаратів. Ламотригін застосовується виключно перорально. Препарат застосовується переважно для лікування епілепсії, у тому числі парціальних нападів, а також частини генералізованих епілептичних нападів, та при синдромі Леннокса-Гасто. Ламотригін застосовується також для лікування біполярного афективного розладу. Ламотригін уперше синтезований у Великій Британії в лабораторії компанії «GlaxoSmithKline», яка розпочала виробництво препарату під торговою назвою «Ламіктал», та застосовується у клінічній практиці з 1990 року в Ірландії, а з 1991 року у Великій Британії.

## Фармакологічні властивості
Ламотригін — синтетичний лікарський препарат, який за хімічною структурою є похідним фенілтріазину. Механізм дії препарату полягає у блокуванні потенціалзалежних натрієвих каналів у нервовій системі, унаслідок чого гальмується викид у синаптичну щілину активуючих амінокислот, зокрема найбільшим чином глутамату. Цей ефект діє переважно в нейронах з епілептиформною активністю, та не спостерігається у нейронах із нормальною активністю. Ламотригін також блокує потенціалзалежні кальцієві канали нейронів гіпокампа, що призводить до зниження патологічної активності нейронів у зоні СА1 цього відділу мозку, яка у значному ступені відповідає за регуляцію емоційної сфери, когнітивну функцію та підкорково-коркові взаємодії. Наслідком цього є те, що препарат не тільки запобігає виникненню приступів епілепсії, але й покращує настрій хворих та їх когнітивну функцію, а також знижує прояви депресії, дисфорії та тривоги у хворих епілепсією. Ламотригін також неселективно інгібує зворотнє захоплення моноамінів (у тому числі серотоніну), а також має властивості інгібітора моноаміноксидази. Препарат також має різнонаправлений вплив на метаболізм глюкози та мозковий кровотік у різних частинах головного мозку (зокрема паралімбічній ділянці, таламусі та деяких ділянках кори головного мозку). Ламотригін за рахунок зниження виділення активуючих медіаторів (глутамату й аспартату) сприяє збільшенню вироблення гамма-аміномасляної кислоти, яка має безпосередню протисудомну активність. Ламотригін застосовується переважно для лікування епілепсії, у тому числі при парціальних нападах, а також частини генералізованих епілептичних нападів, при абсансах, атипових абсансах, а також із обрежністю й міоклонічних нападах, як у дорослих, так і в дітей та підлітків. Препарат також ефективний при ускладненнях епілепсії, зокрема епілептичних психозах, епілептичній депресії, епілептичній дисфорії та епілептичному психомоторному збудженні. Ламотригін застосовується також при синдромі Леннокса-Гасто. Згідно результатів клінічних досліджень, ламотригін рівнозначний або вищий за ефективністю не тільки за вальпроєву кислоту та карбамазепін, а й за топірамат, окскарбазепін і габапентин, та при його застосуванні спостерігається менше побічних ефектів. Препарат вважається найбезпечнішим серед протиепілептичних препаратів для застосування при вагітності, оскільки при його застосуванні спостерігається найнижчий тератогенний ризик.
Іншим показанням до застосування ламотригіну є біполярний афективний розлад. Препарат застосовується переважно для лікування біполярного афективного розладу із переважанням проявів депресії або змішано-депресивній формі захворювання, а також при частій зміні фаз захворювання від депресії до манії або гіпоманії. Це пов'язано із особливостями механізму дії препарату, який також неселективно інгібує зворотнє захоплення моноамінів, має властивості інгібітора моноамінооксидази, та блокує потенціалзалежні кальцієві канали нейронів гіпокампа, що забезпечує зниження у першу чергу проявів депресії, а також сприяє профілактиці швидких змін фази захворювання. Застосування ламотригіну при біполярному афективному розладі за даними клінічних досліджень також є більш ефективним, ніж застосування інших протисудомних препаратів, та супроводжується меншою кількістю побічних ефектів.
Ламотригін також може застосовуватися при неефективності інших знебоювальних або протисудомних препаратів при центральному нейропатичному болю.

### Фармакокінетика
Ламотригін швидко і добре всмоктується при пероральному застосуванні, максимальна концентрація препарату досягається протягом 2,5 годин після прийому препарату. Абсолютна біодоступність препарату складає 98 %. Ламотригін у помірній кількості (на 55 %) зв'язується з білками плазми крові. Препарат проникає через гематоенцефалічний бар'єр, через плацентарний бар'єр, та виділяється у грудне молоко. Метаболізується ламотригін у печінці з утворенням неактивних метаболітів, та не стимулює власний метаболізм, що сприяє тому, що його концентрація в крові залишається сталою триваліший час. Виводиться препарат із організму переважно із сечею у вигляді неактивних метаболітів, дуже незначна частина препарату виводиться з калом. Період напіввиведення ламотригіну в дорослих становить у середньому 29 годин (може коливатися від 24 до 41 години), у дітей від 10 місяців до 5 років період напіввиведення препарату становить 7—20 годин, а в дітей 5—11 років коливається від 7 до 66 годин, період напіввиведення збільшується в осіб із важкими порушеннями функції печінки або нирок.

## Застосування

### Клінічне застосування
Ламотригін застосовується при епілепсії, у тому числі парціальних і генералізованих нападах, при типовому абсансі, а також нападах при синдромі Леннокса-Гасто; при біполярному афективному розладі для запобігання фазам емоційних порушень у дорослих.

### Перспективне застосування
Ламотригін досліджується як представник потенційно нової групи антибіотиків — інгібіторів збирання рибосом. У клінічних дослідженнях у присутності ламотригіну в живильному середовищі для бактерій Escherichia coli значно зростала кількість незрілих 30S і 50S субодиниць рибосом, що призводило до інгібування росту бактерій, причому препарат безпосередньо не впливав на процеси синтезу білків у бактеріальній клітині.

## Побічна дія
При застосуванні ламотригіну побічні ефекти виникають рідше, ніж при застосуванні інших протисудомних засобів, зокрема фенітоїну, фенобарбіталу, примідону і карбамазепіну. Найчастішими побічними ефектами препарату є шкірний висип або свербіж шкіри, а також лімфаденопатія, що спостерігаються у 10—12 % випадків застосування препарату. Рідкими (до 1 % в дітей і до 0,1 % в дорослих) є випадки важких шкірних ускладнень застосування препарату — синдрому Стівенса-Джонсона і синдрому Лаєлла. Іншими частими побічними ефектами препарату є головний біль, запаморочення, порушення акомодації, диспепсія. Іншими рідкими побічними ефектами препарату є:
- Алергічні реакції та з боку шкірних покривів — алопеція, вовчакоподібний синдром, гарячка, набряк обличчя, набряк Квінке.
- З боку травної системи — нудота, блювання, діарея, порушення функції печінки, вкрай рідко печінкова недостатність, сухість у роті.
- З боку нервової системи — агресивна поведінка, ністагм, нервозність, сплутаність свідомості, порушення рівноваги, диплопія, кон'юнктивіт, гіперкінези, сонливість або безсоння, асептичний менінгіт, галюцинації, нічні кошмари, швидка втомлюваність.
- З боку опорно-рухового апарату — артралгії, біль у спині.
- Зміни в лабораторних аналізах — лейкопенія, анемія, еозинофілія, агранулоцитоз, тромбоцитопенія, панцитопенія, апластична анемія, нейтропенія, підвищення активності ферментів печінки.

## Протипокази
Ламотригін протипоказаний при підвищеній чутливості до препарату, важких порушеннях функції печінки, дітям у віці менше 2 років. З обережністю препарат застосовується при порушеннях функції нирок, вагітності та годуванні грудьми.

## Форми випуску
Ламотригін випускається у вигляді таблеток по 0,002; 0,005; 0,025; 0,05; 0,01; 0,15 та 0,2 г.